# Ninox variegata
El nínox de las Bismarck, nínox de las Bismark, lechuza gavilana de Bismarck o lechuza gavilana de Nueva Irland (Ninox variegata)  es una especie de ave estrigiforme de la familia Strigidae endémica de las islas Bismarck nororientales, pertenecientes a Papúa Nueva Guinea. 
Fue descrito como Noctua variegata por los naturalistas franceses Jean René Constant Quoy y Joseph Paul Gaimard en 1830.

## Descripción
El ninox de las Bismarck es un búho de tamaño pequeño-mediano, que mide 25 y 30 cm de longitud. Sus partes superiores son de color castaño oscuro, con listado en las plumas de la zona escapular, y moteado y listado variable en las alas y cola. Sus partes inferiores están listadas en castaño y blanquecino, predominando más el castaño en el pecho y aclarándose a medida que se llega al vientre blanquecino. Su rostro es principalmente pardo, en el que descatan la barbilla y la lista superciliar blancas. Sus ojos son castaños o amarillos, y su pico y patas son amarillos. Su cola es corta y tiene gruesos tarsometatarsos (la parte de la pata por encima de la garra).

## Distribución y hábitat
Es endémico del archipiélago Bismarck. Se encuentra únicamente en las islas de Nueva Irlanda, Nueva Hanover e islas menores aledañas, donde vive en los bosques tropicales de zonas bajas y montes hasta los 1000 metros de altitud.
Aunque el tamaño de su población no se ha cuantificado, es bastante común y abundante en los bosques y los márgenes de los bosques de su área de distribución, y se piensa que es estable. La deforestación es la principal amenaza de la especie.